# Благовіщенська церква (Кишинів)
Благовіщенська церква (рум. Biserica Buna Vestire) — храм Кишинівської єпархії Російської православної церкви. Одна з найстаріших будівель у Кишиневі.

## Історія
Церква була збудована капітаном Гавриїлом Теринте у 1807—1810 роках на місці старої, зруйнованої під час російсько-турецьких воєн. У 1824 році двір церкви був обнесений кам'яною огорожею. У 1910, 1913 та 1942 роках проводилися капітальні ремонтні роботи.
1952 року церква була закрита і в її будівлі розташувався склад музейних експонатів. З 1970-х тут розташовувалися майстерні міністерства культури МРСР. У 1980-х будівля була відреставрована. 1990 року повернуто віруючим.

## Архітектура
Архітектура храму є типовою для молдавських церков кінця XVIII століття. Церква ділиться на три умовні частини: вівтар, наос та пронаос, з надбудованою двоярусною дзвіницею. Декор будівлі виконаний у класичному стилі.